# Кентей Алин
Кентей Алин или Хентей Алин е планински хребет в Североизточен Китай, в провинция Хъйлундзян, в пределите на Манджуро-Корейските планини, средно звено на планината Лаоелин. Простира се от югозапад на североизток, където се свързва с хребета Наден, а на северозапад – с хребета Фозлин. Максималната му височина е 1183 m. Източните и западните му склонове са дълбоко разчленени съответно от левите притоци на река Мулинхъ (ляв приток на Усури) и десните притоци на река Мудандзян (десен приток на Сунгари). По склоновете му все още тук-там са се запазили широколистни гори.